# Rue du Chat-qui-Pêche
Rue du Chat-qui-Pêche (ulice Rybařící kočky) je ulice v Paříži. Nachází se v 5. obvodu v Latinské čtvrti. Se svou šířkou 1,80 m je obecně považována za nejužší ulici v Paříži. Nicméně ulice Sentier des Merisiers ve 12. obvodu má pouhých 90 cm.

## Poloha
Ulice vede od Seiny na nábřeží Quai Saint-Michel a končí u ulice Rue de la Huchette. Ulice je orientována ze severu na jih.

## Historie
Rue du Chat-qui-Pêche byla otevřena v roce 1540 a vedla přímo k řece Seině. Nejprve se nazývala Rue des Étuves, později Rue du Renard a Rue des Bouticles. Její dnešní název je odvozen od domovního znamení zobrazujícího kočku chytající ryby. V roce 1832 byly oba konce ulice opatřeny mříží, dnes již neexistující.